# Canals d'Amsterdam
Els canals d'Amsterdam són una infraestructura de més d'un centenar de quilòmetres de canals, que ha fet que Amsterdam, capital dels Països Baixos, hagi rebut el sobrenom de la "Venècia del Nord". Dins d'aquests canals hi ha unes 90 illes i 1.500 ponts.

Els tres canals principals anomenats, Herengracht, Prinsengracht, i Keizersgracht, es van excavar al segle xvii en l'edat d'or holandesa, en bandes concèntriques al voltant la ciutat, conegudes com a grachtengordel. Al llarg dels canals principals hi ha 1.550 edificis monumentals.
L'anella de canals del segle xvii, incloent-hi el Prinsengracht, Keizersgracht, Herengracht i Jordaan, estan en la llista de patrimoni de la humanitat de la UNESCO.

## Història

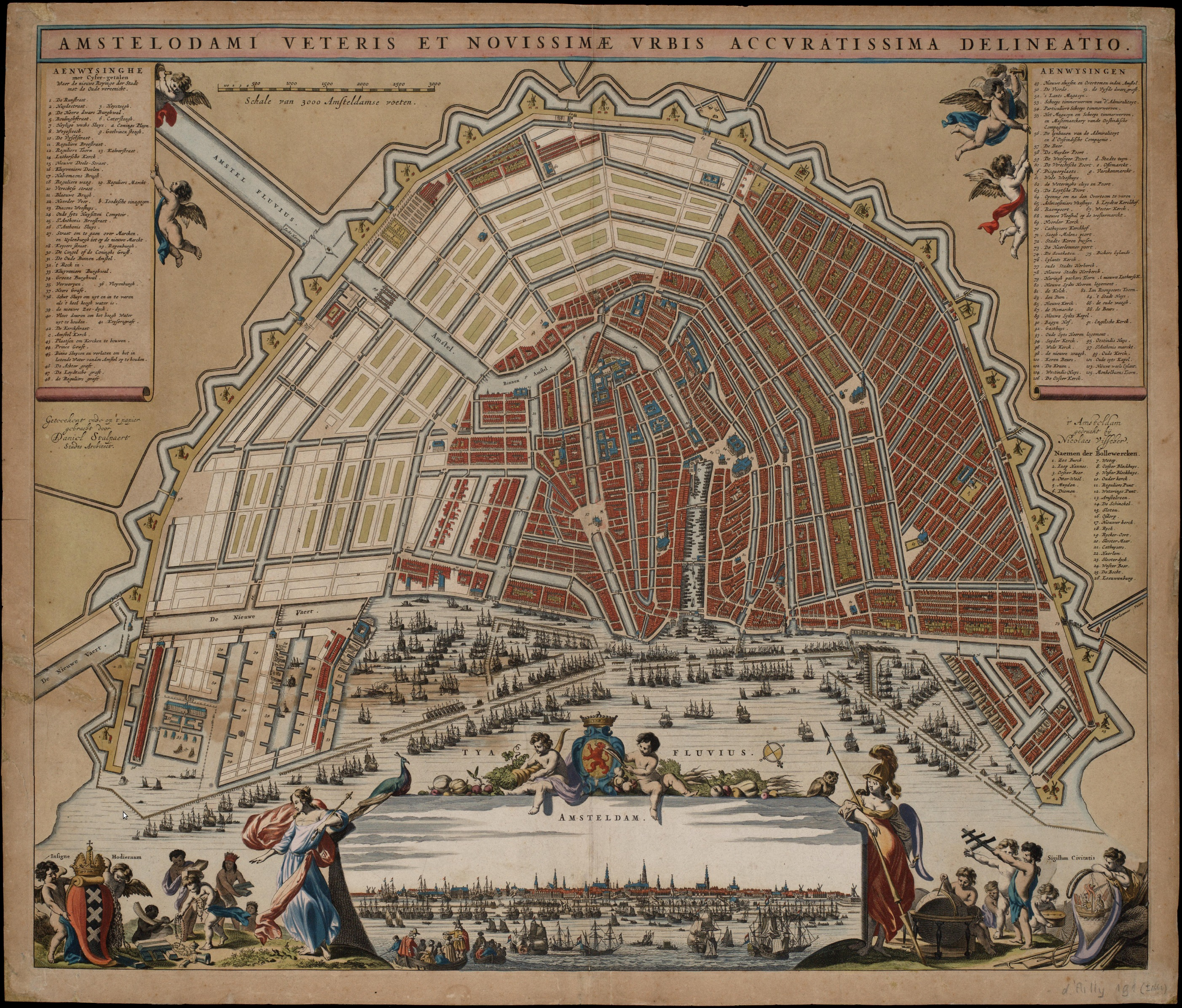
Amsterdam amb els seus canals el 1662.

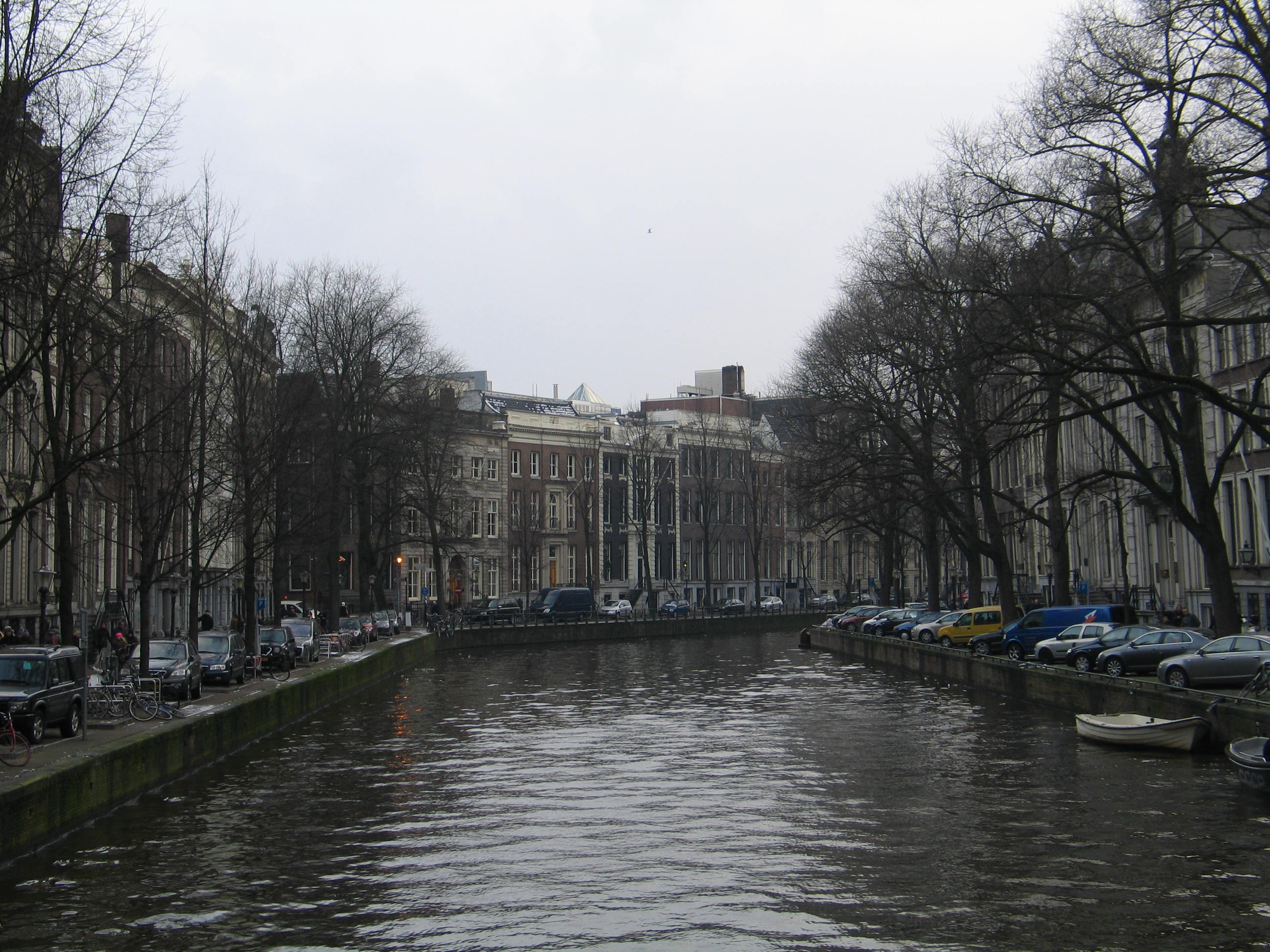
La banda d'or

La major part de la xarxa de canals d'Amsterdam respon a una planificació urbanística que començà al segle xvii amb l'inici concèntric del "grachtengordel", tres d'aquests canals eren principalment residencials (Herengracht o el canal dels Patricis; Keizersgracht o canal de l'‘’Emperador’’; i Prinsengracht o canal del Príncep), el quart canal, exterior, Singelgracht, per a la defensa i la gestió de l'aigua.